# Prima Categoria 1909–10
Prima Categoria 1909–10 là mùa giải thứ 13 của giải bóng đá hàng đầu Ý với chức vô địch thuộc về Internazionale.

## Quy định
Sau khi đội tuyển bóng đá quốc gia Ý được thành lập, Liên đoàn bóng đá Ý đã cải tổ giải vô địch của mình.
Thể thức vòng tròn được giới thiệu ở Ý trong mùa giải này.
Việc đăng ký là miễn phí và chỉ tuân theo một ủy ban chất lượng. Tám câu lạc bộ của những năm gần đây đã được tham gia bởi Ausonia, một câu lạc bộ của nhà máy ô tô Milanese, câu lạc bộ này đã trả thuế tuyển sinh để thử trải nghiệm giải vô địch bóng đá quốc gia.

## Xếp hạng cuối cùng
| VT | Đội                | ST | T  | H | B  | BT | BB | HS  | Đ  | Giành quyền tham dự hoặc xuống hạng |
| -- | ------------------ | -- | -- | - | -- | -- | -- | --- | -- | ----------------------------------- |
| 1  | Internazionale (C) | 16 | 12 | 1 | 3  | 55 | 26 | +29 | 25 | Yêu cầu Tie-breaker                 |
| 2  | Pro Vercelli       | 16 | 12 | 1 | 3  | 46 | 15 | +31 | 25 | Yêu cầu Tie-breaker                 |
| 3  | Juventus           | 16 | 8  | 2 | 6  | 28 | 19 | +9  | 18 |                                     |
| 4  | Torino             | 16 | 8  | 1 | 7  | 43 | 30 | +13 | 17 |                                     |
| 4  | Genoa              | 16 | 7  | 3 | 6  | 29 | 23 | +6  | 17 |                                     |
| 6  | Milan              | 16 | 6  | 1 | 9  | 23 | 36 | −13 | 13 |                                     |
| 6  | US Milanese        | 16 | 6  | 1 | 9  | 35 | 53 | −18 | 13 |                                     |
| 8  | Andrea Doria       | 16 | 5  | 1 | 10 | 18 | 39 | −21 | 11 |                                     |
| 9  | Ausonia Milano (E) | 16 | 0  | 5 | 11 | 16 | 52 | −36 | 5  | Khủng hoảng tài chính               |

## Bảng kết quả
| Nhà \ Khách    | ADO | AUS | GEN | INT | JUV | MIL | PVE | TOR | USM  |
| -------------- | --- | --- | --- | --- | --- | --- | --- | --- | ---- |
| Andrea Doria   |     | 3–0 | 3–0 | 1–3 | 0–1 | 1–7 | 2–0 | 3–1 | 4–2  |
| Ausonia Milano | 0–0 |     | 3–3 | 2–6 | 2–2 | 2–2 | 0–4 | 0–2 | 1–4  |
| Genoa          | 3–1 | 6–2 |     | 4–0 | 2–0 | 0–1 | 1–2 | 0–0 | 1–0  |
| Internazionale | 5–0 | 2–2 | 2–0 |     | 1–0 | 5–1 | 1–4 | 7–2 | 7–2  |
| Juventus       | 4–0 | 6–0 | 0–2 | 2–0 |     | 5–3 | 0–0 | 3–0 | 1–2  |
| Milan          | 2–0 | 2–1 | 1–0 | 0–5 | 0–1 |     | 0–3 | 0–1 | 1–0  |
| Pro Vercelli   | 1–0 | 3–0 | 5–2 | 1–2 | 4–0 | 4–0 |     | 0–1 | 5–1  |
| Torino         | 5–0 | 2–0 | 0–2 | 3–4 | 3–1 | 6–2 | 2–4 |     | 13–1 |
| US Milanese    | 5–0 | 5–1 | 3–3 | 2–5 | 0–2 | 2–1 | 3–6 | 3–2 |      |

## Tie-breaker vô địch
Thi đấu tại Vercelli ngày 24/4
| Đội 1        | Tỉ số | Đội 2          |
| ------------ | ----- | -------------- |
| Pro Vercelli | 3-10  | Internazionale |

Pro Vercelli trước đó đã có kế hoạch tham gia hai trận giao hữu bóng đá vào ngày 17 và 24 tháng 4, và yêu cầu FIGC hoãn trận đấu tie-break đến ngày 1 tháng 5; tuy nhiên, Inter đã phản đối việc chơi trận đấu vào ngày 1 tháng 5 do các trận giao hữu đã được lên kế hoạch của riêng họ. FIGC đã chấp thuận hoãn lần đầu tiên, nhưng vì Pro Vercelli không còn tham gia trận giao hữu ngày 17 tháng 4 nữa, nên lần hoãn thứ hai đã bị hủy bỏ và trận đấu tie-break được lên lịch vào ngày 24 tháng 4. Pro Vercelli đã đưa đội hình thứ tư của mình (các cậu bé 15 tuổi) ra sân để phản đối; sau đó, FIGC đã áp dụng hình phạt cho câu lạc bộ vì hành vi bất tuân và phi thể thao.